# Włodkowice
Włodkowice est une localité polonaise de la gmina mixte et du powiat de Gryfino en voïvodie de Poméranie-Occidentale. Elle se situe à environ 20 km au sud de la capitale régionale Szczecin.

## Géographie

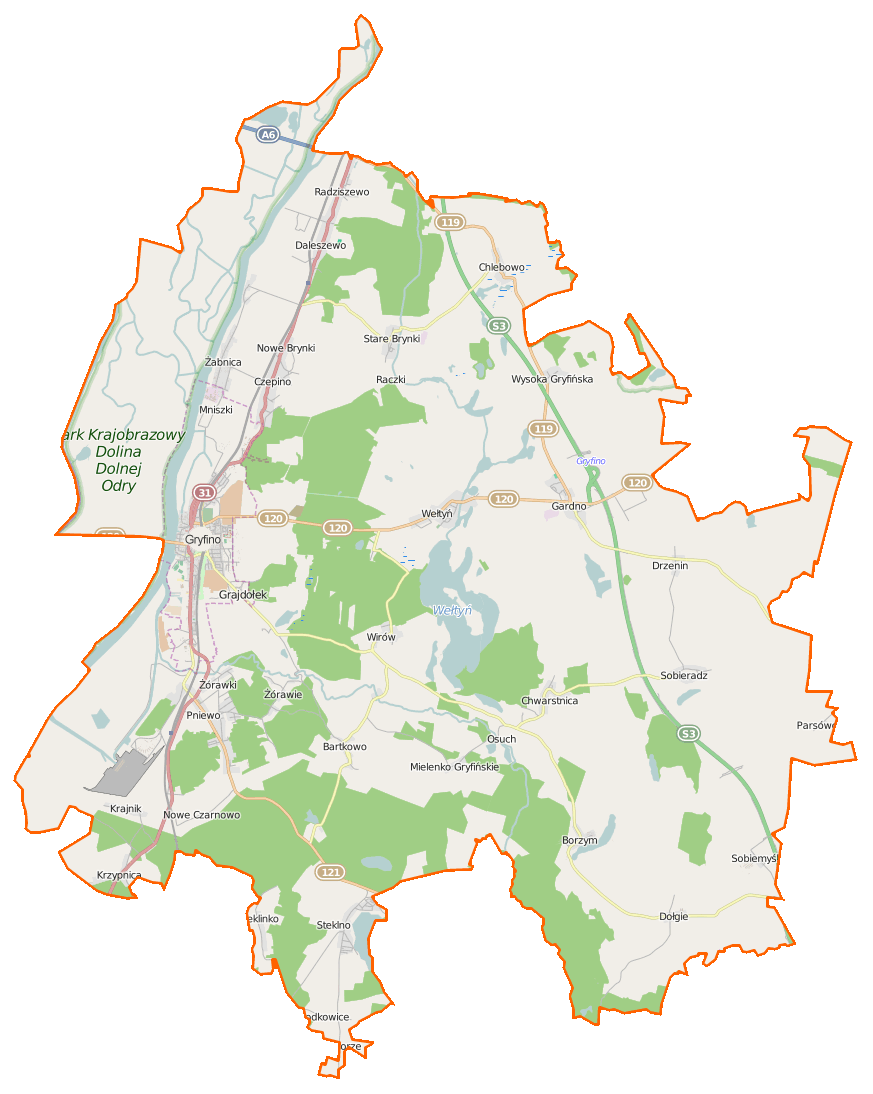
Carte de la gmina de Gryfino.